# Wesoła, Tỉnh West Pomeranian
Wesoła [vɛˈsɔwa] (German Vorwerk Schönlinde) là một khu định cư ở khu hành chính của Gmina Trzcińsko-Zdrój, trong quận Gryfino, Tây Pomeranian Voivodeship, ở phía tây bắc Ba Lan. Nó nằm khoảng 7 kilômét (4 mi) về phía đông nam của Trzcińsko-Zdrój, 38 km (24 mi) về phía đông nam Gryfino và 54 km (34 mi) phía nam thủ đô khu vực Szczecin.
Trước năm 1945, khu vực này là một phần của Đức. Đối với lịch sử của khu vực, xem Lịch sử của Pomerania.